# Рыжая корова
«Рыжая корова» (англ. Ginger Cow) — шестая серия семнадцатого сезона «Южного Парка». Эпизод вышел 6 ноября 2013 года в США.

## Сюжет
В школе Южного Парка Картман публично извиняется перед Кайлом, сказав, что тот был прав, что не только люди могут быть рыжими. Рассказав, что видел рыжую корову, Эрик ведет весь класс на ферму, где показывает корову в рыжем парике и с большими нарисованными веснушками. Хотя Кайл все же распознает розыгрыш, Картман убеждает одноклассников, что корова настоящая.
Новость о корове облетает весь мир, интерпретируясь как осуществление библейского пророчества о красной корове, что означает «конец» или конец времён. Кайла вызывают в офис Маки, где его представляют трем еврейским раввинам, которые объясняют ему пророчество. Кайл пытается убедить их, что корова подделана Картманом, но ферма становится местом паломничества, где собираются многие евреи, мусульмане и христиане, интерпретируя пророчество на свой лад, Но когда три религии встречаются для обсуждения плана Армагеддона, они понимают, что они ведут переговоры цивилизованно, и пророчество может означать конец войне, а не конец света. Все приходят к выводу, что для исполнения пророчества корова должна быть принесена в жертву.
На Ближнем Востоке воцаряется мир между тремя религиями, а Звезда Давида, крест и полумесяц превращаются в символ новой религии, логотип Van Halen, которые появляются на сцене для 10-летнего концерта в Израиле. Картман приходит домой к Кайлу и сознается, что подделал корову, собираясь объявить об этом публично. Понимая, что это может разрушить установившийся мир, Кайл просит Эрика не делать этого. Тот соглашается не обнародовать эту информацию при условии, что Кайл будет делать все, что он говорит, в частности оскорбление своей матери в лицо и публичные самоуничижения, когда Картман пукает Кайлу в лицо, а тот говорит, что ему это нравится.
Кайлу является дух, который прославляет его жертву и заставляет его побрить голову. Тем не менее, Стэн критикует Кайла, говоря ему, что объявив в такой эгоистичной манере нюханье газов Картмана своей прерогативой, тот стал просто «козлом». Кайл равнодушен к этим словам, и Стэн, заметив, что странное поведение Кайла началось с установления мира на Ближнем Востоке, начинает своё расследование.
Кайл с Эриком отправляются в Израиль, где Картман продолжает унижать Кайла, заставляя того наслаждаться газами на сцене перед тысячами людей. Их представление прерывается передачей, организованной Андерсоном Купером, в которой Стэн собирается раскрыть правду о рыжей корове. Кайл звонит Стэну по сотовому, объясняя, что знал про розыгрыш Картмана и сознательно шел на все унижения, а также говорит что был «козлом» во имя мученичества, убеждая Стэна не раскрывать правду. Согласившись, Стэн объявляет рыжую корову чудом сошедшим с небес. Однако пророчество на самом деле гласило, что толстый мальчик с маленьким членом покрасит корову в рыжий, а не то, что корова упадет с неба. Мир между религиями рушится. Кайл, зная, что пророчество на самом деле исполнилось, пытается убедить в этом раввинов, но Эрик отказывается помогать с этим, сказав, что понимает ущерб нанесенный маленькой ложью и заявляет, что у него «огромный член». Раввины уходят на драку у стены плача, оставив дух Кайла сломленным, ведь он терпел унижения Картмана ни за что. Эрик размазывает взбитые сливки с вишней по лицу Кайла, говоря ему, что это не впервые, когда человек думал, что страдает за человечество, а на самом деле «просто давился газами».

## Интересные факты
- На 10-летнем концерте Van Halen звучит их песня Ain’t Talkin' 'bout Love
- О том что у Картмана маленький член уже говорилось в эпизоде «T.M.I.» .
- Кайл уже брил голову налысо в эпизоде «Суперлучшие друзья»
- В восьмом эпизоде 15 сезона «Ассбургеры», Картман засовывал приготовленные им бургеры себе в задницу, и скорее всего пускал газы на них, после этого они начинали всем нравится по вкусу.
- От христиан выступает представитель православной церкви.
- Ритуал жертвоприношения красной коровы встречается во всех трёх религиях — иудаизме, христианстве и исламе.